# Kerma (física)
Kerma (Kinetic Energy Released per unit of MAss, em português energia cinética liberada por unidade de massa) é uma grandeza radiológica definida como a soma das energias cinéticas iniciais de todas as partículas carregadas liberadas por radiações ionizantes não carregada (como fótons e nêutrons) em um elemento de volume de massa. A unidade do Kerma (K) é o mesmo para dose, em Gray (Gy), que é Joule por quilograma (J/kg).
{\displaystyle K={\frac {dE_{t}r}{dm}}}

## Kerma em um meio
Para um feixe de fótons atravessando um determinado meio, podemos afirmar que o kerma em um certo ponto é diretamente proporcional à fluência de energia do fóton e é dada por:
{\displaystyle K_{meio}=\left({\frac {\mu _{tr}}{\rho }}\right)_{meio}\Psi }
em que μ/ρ é o coeficiente mássico de transferência de energia, que pode ser encontrado na tabela: X-Ray Mass Attenuation Coefficients, e Ψ é a fluência de energia, que caracteriza um dado campo de radiação.

## Processos de transferência de energia
Podemos separar os processos de transferência de energia do kerma em dois processos. Kerma devido à colisão (Kc) com elétrons e kerma devido à produção de radiação de freamento, ou bremsstrahlung, (Kr).
{\displaystyle K=K_{c}+K_{r}}

## Relação entre kerma (K) e dose absorvida (D)
Kerma e dose absorvida são duas grandezas com mesma unidade (Gy), mas não representam a mesma coisa. O kerma depende da energia total que foi transferida ao material pela radiação ionizante sem carga e ocorre no ponto de interação com a radiação. Já a dose absorvida depende da energia média absorvida na região onde ocorre a interação com a radiação ionizante qualquer, ocorrendo durante toda a trajetória da radiação. Ainda, da energia transferida pelo kerma, uma parte é dissipada pela radiação de freamento e outra na forma de luz ou raio X característico.
Para relacionar as duas grandezas, é preciso que haja equilíbrio de partículas carregadas ou equilíbrio eletrônico, que ocorre quando: a composição dos átomos do meio e a densidade do meio são homogêneas; existe um campo uniforme de radiação indiretamente ionizante; e não existem campos elétricos ou magnéticos não homogêneos. Estando nestas condições, podemos relacionar o kerma de colisão (Kc) como sendo igual à dose absorvida (D): 
{\displaystyle D=K_{c}}